# Latavious Williams
Latavious Williams (Starkville, Mississippi, 29. ožujka 1989.) američki je profesionalni košarkaš. Igra na poziciji niskog krila, a trenutačno je član NBA momčadi Oklahoma City Thundera. Izabran je u 2. krugu (48. ukupno) NBA drafta 2010. od strane Miami Heata.

## NBA karijera
Izabran je kao 48. izbor NBA drafta 2010. od strane Miami Heata, ali je ubrzo proslijeđen u Oklahoma City Thundere u zamjenu za budući izbor drugog kruga na draftu.

## Vanjske poveznice
- Profil na NBA Draft.net
- Profil na ESPN.com